# Mola Castellona
La Mola Castellona és una muntanya de 1.034 metres que es troba al municipi de Roquetes, a la comarca catalana del Baix Ebre.
Aquest cim està inclòs al llistat dels 100 cims de la FEEC